# Rod Fergusson

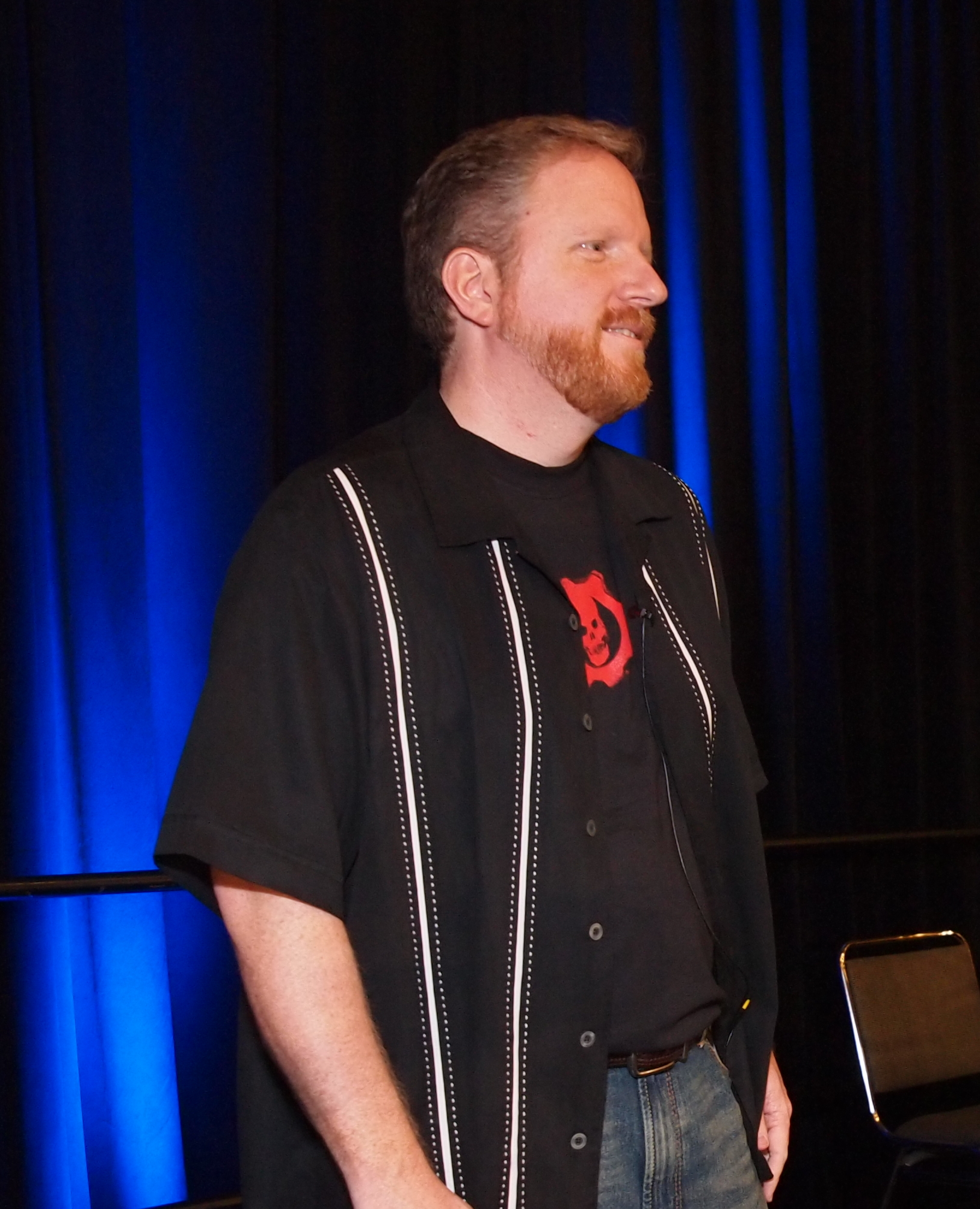
Fergusson bei der Game Developers Conference 2011

Rod Fergusson ist ein kanadischer Videospielproduzent.

## Karriere
Fergusson fing 1996 bei Microsoft an und leistete technischen Support für Unternehmenskunden. Eines der ersten Projekte, an denen Fergusson arbeitete, war Microsoft Train Simulator.
Fergusson hat im Juli 2005 bei Epic Games angefangen, wo er als ausführender Produzent fungierte und später dann als Produktionsleiter an der Entwicklung der Gears-of-War-Reihe beteiligt war. Am 9. August 2012 gab Fergusson seinen Abschied von Epic bekannt und trat Irrational Games während der letzten Entwicklungsphase von BioShock Infinite als Executive Vice President of Development bei. Am 8. April 2013 bestätigte Fergusson, dass er Irrational Games verlassen wird.
Am 27. Januar 2014 gab Microsoft den Kauf des Gears-of-War-Franchises von Epic Games bekannt. Mit dem Kauf wurde Fergusson von Microsoft beauftragt, das Franchise in ihrem Studio The Coalition zu leiten. Fergusson gab am 6. Februar 2020 bekannt, dass er The Coalition verlassen hat. Fergusson wird ab März 2020 bei Blizzard Entertainment als leitender Entwickler des Diablo-Franchises anfangen.

## Videospiel Credits
- 2000 – Half-Life: Counter-Strike
- 2001 – Microsoft Train Simulator
- 2006 – Gears of War
- 2007 – Unreal Tournament 3
- 2008 – Gears of War 2
- 2009 – Fat Princess
- 2009 – Shadow Complex
- 2010 – Lost Planet 2
- 2010 – Infinity Blade
- 2011 – Gears of War 3
- 2011 – Infinity Blade II
- 2011 – Bulletstorm
- 2013 – Gears of War: Judgment
- 2013 – Infinity Blade III
- 2013 – BioShock Infinite
- 2016 – Gears of War 4
- 2019 – Gears 5
- 2023 – Diablo 4